# Michel Faou
Michel Faou es un deportista francés que compitió en vela en las clases Laser y Tornado.
Ganó una medalla de bronce en el Campeonato Europeo de Laser de 1984 y una medalla de bronce en el Campeonato Europeo de Tornado de 1992.

## Palmarés internacional
| Campeonato Europeo | Campeonato Europeo       | Campeonato Europeo | Campeonato Europeo |
| Año                | Lugar                    | Medalla            | Clase              |
| ------------------ | ------------------------ | ------------------ | ------------------ |
| 1984               | Medemblik (Países Bajos) | Medalla de bronce  | Laser              |

| Campeonato Europeo | Campeonato Europeo | Campeonato Europeo | Campeonato Europeo |
| Año                | Lugar              | Medalla            | Clase              |
| ------------------ | ------------------ | ------------------ | ------------------ |
| 1992               | Chipiona (España)  | Medalla de bronce  | Tornado            |